# Mississippis betvingare
Mississippis betvingare är kapitel 2 i seriesviten Farbror Joakims liv (The Life and Times of $crooge McDuck), författad och tecknad av Don Rosa. Utspelar sig 1880.

## Handling
Joakim von Anka reser 1880 till Amerika för att tjäna pengar, där träffar han sin farbror Angus von Anka. Joakim blir anställd som matros på Angus båt och de beger sig ut för att leta upp en båt som har sjunkit med en guldskatt. Men sökandet blir till en tävling när Björnligan hör talas om skatten.